# Katholieke Kerk in Oeganda

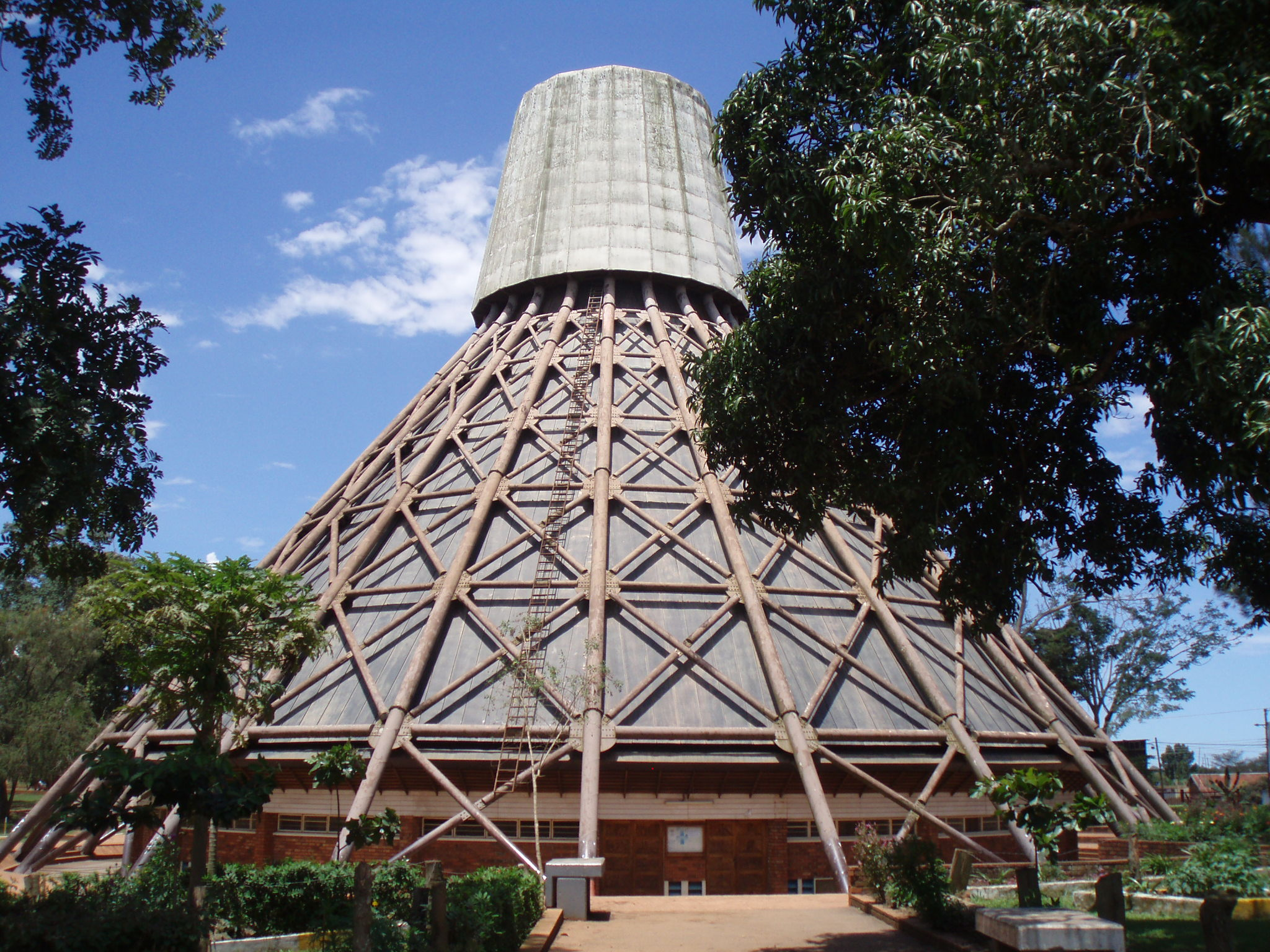
Basiliek van de Martelaren van Oeganda te Namugongo

De Katholieke Kerk in Oeganda is een onderdeel van de wereldwijde Rooms-Katholieke Kerk, onder het geestelijk leiderschap van de paus en de curie in Rome.
In 2014 waren ongeveer 13,6 miljoen (39%) inwoners van Oeganda lid van de Katholieke Kerk. Oeganda bestaat uit 19 bisdommen, waaronder vier aartsbisdommen, verdeeld over vier kerkprovincies. Verder heeft het land een militair ordinariaat. De bisschoppen zijn lid van de bisschoppenconferentie van Oeganda. President van de bisschoppenconferentie is Matthias Ssekamaanya, bisschop van Lugazi. Verder is men lid van de Association of Member Episcopal Conferences in Eastern Africa en het Symposium des Conférences Episcoaples d’Afrique et de Madagascar.
Het apostolisch nuntiusschap voor Oeganda is sinds 20 mei 2025 vacant.
Het land heeft een kardinaal, Emmanuel Wamala, emeritus aartsbisschop van Kampala. Deze is echter ouder dan 80 en is bij een conclaaf niet stemgerechtigd.

## Demografie
Volgens de volkstelling van 2002 waren ruim 10,2 miljoen Oegandezen lid van de Rooms-Katholieke Kerk (41,9%). Volgens de volkstelling van 2014 was dit aantal gestegen tot 13,6 miljoen leden, maar het aandeel in de totale bevolking was gezakt tot 39,3%. 
| District                 | Bevolking  | Aantal katholieken | Percentage (%) |
| ------------------------ | ---------- | ------------------ | -------------- |
| Adjumani (district)      | 202.223    | 166.880            | 82,5%          |
| Kabale (district)        | 458.107    | 371.276            | 81,0%          |
| Gulu (district)          | 475.071    | 371.276            | 78,2%          |
| Nebbi (district)         | 435.252    | 322.366            | 74,1%          |
| Pader (district)         | 326.320    | 231.450            | 70,9%          |
| Kitgum (district)        | 282.270    | 182.165            | 64,5%          |
| Moyo (district)          | 194.734    | 123.051            | 63,2%          |
| Moroto (district)        | 189.907    | 118.452            | 62,4%          |
| Katakwi (district)       | 298.900    | 176.878            | 59,2%          |
| Masaka (district)        | 770.379    | 447.447            | 58,1%          |
| Arua (district)          | 833.538    | 476.498            | 57,2%          |
| Kalangala (district)     | 34.699     | 19.018             | 54,8%          |
| Rakai (district)         | 470.144    | 255.849            | 54,4%          |
| Kotido (district)        | 591.870    | 321.196            | 54,3%          |
| Nakapiripirit (district) | 154.494    | 83.544             | 54,1%          |
| Kibaale (district)       | 405.761    | 209.822            | 51,7%          |
| Apac (district)          | 683.987    | 352.903            | 51,6%          |
| Mpigi (district)         | 407.739    | 209.600            | 51,4%          |
| Masindi (district)       | 459.244    | 226.692            | 49,4%          |
| Lira (district)          | 740.893    | 359.565            | 48,5%          |
| Kaberamaido (district)   | 131.627    | 63.399             | 48,2%          |
| Kabarole                 | 356.704    | 169.472            | 47,5%          |
| Mubende (district)       | 689.305    | 318.041            | 46,1%          |
| Sembabule (district)     | 180.028    | 81.156             | 45,1%          |
| Tororo (district)        | 536.732    | 237.603            | 44,3%          |
| Kyenjojo (district)      | 377.109    | 165.780            | 44,0%          |
| Hoima (district)         | 343.480    | 150.027            | 43,7%          |
| Kisoro (district)        | 220.202    | 93.732             | 42,6%          |
| Kamwenge (district)      | 263.595    | 109.526            | 41,6%          |
| Rukungiri (district)     | 275.101    | 112.802            | 41,0%          |
| Mbarara (district)       | 1.088.012  | 427.355            | 39,3%          |
| Bushenyi (district)      | 731.217    | 285.342            | 39,0%          |
| Wakiso (district)        | 907.736    | 346.865            | 38,2%          |
| Mukono (district)        | 795.114    | 295.409            | 37,2%          |
| Kanungu (district)       | 204.640    | 73.608             | 36,0%          |
| Soroti (district)        | 369.621    | 131.355            | 35,5%          |
| Kumi (district)          | 389.599    | 137.051            | 35,2%          |
| Kasese (district)        | 522.726    | 182.765            | 35,0%          |
| Sironko (district)       | 283.056    | 97.699             | 34,5%          |
| Kiboga (district)        | 229.297    | 78.986             | 34,4%          |
| Kampala                  | 1.187.795  | 405.070            | 34,1%          |
| Busia (district)         | 224.887    | 71.820             | 31,9%          |
| Luwero (district)        | 478.492    | 151.961            | 31,8%          |
| Pallisa (district)       | 520.532    | 149.382            | 28,7%          |
| Ntungamo (district)      | 379.829    | 106.406            | 28,0%          |
| Kapchorwa (district)     | 190.282    | 50.245             | 26,4%          |
| Mbale (district)         | 717.534    | 182.908            | 25,5%          |
| Kayunga (district)       | 294.568    | 74.032             | 25,1%          |
| Bugiri (district)        | 412.365    | 103.192            | 25,0%          |
| Kamuli (district)        | 707.242    | 172.138            | 24,3%          |
| Jinja (district)         | 387.249    | 90.237             | 23,3%          |
| Mayuge (district)        | 324.668    | 75.184             | 23,2%          |
| Bundibugyo (district)    | 209.820    | 41.033             | 19,6%          |
| Nakasongola (district)   | 127.048    | 23.138             | 18,2%          |
| Yumbe (district)         | 251.758    | 35.526             | 14,1%          |
| Iganga (district)        | 708.630    | 96.523             | 13,6%          |
| Oeganda (totaal)         | 24.433.132 | 10.242.594         | 41,9%          |

## Bisdommen

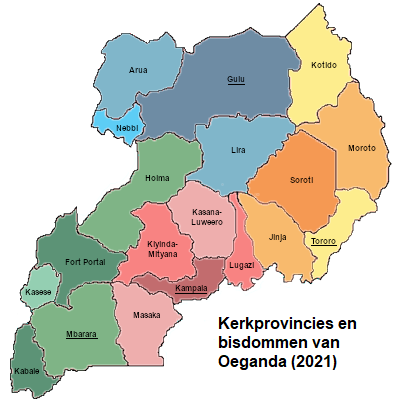
Oeganda

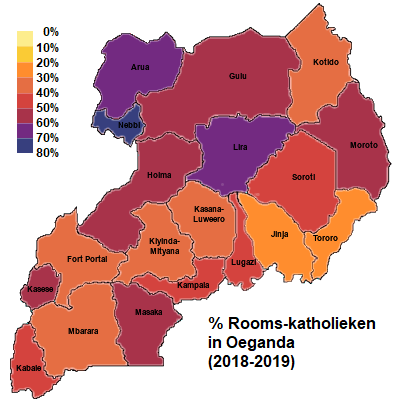
Percentage van katholieken per bisdom

| - Aartsbisdom - Bisdom |

- Gulu
  - Arua
  - Lira
  - Nebbi
- Kampala
  - Kasana-Luweero
  - Kiyinda-Mityana
  - Lugazi
  - Masaka
- Mbarara
  - Fort Portal
  - Hoima
  - Kabale
  - Kasese
- Tororo
  - Jinja
  - Kotido
  - Moroto
  - Soroti
- Militair ordinariaat

## Nuntius
- Apostolisch pro-nuntius
  - Aartsbisschop Amelio Poggi (27 mei 1967 – 27 november 1969)
  - Aartsbisschop Luigi Bellotti (27 november 1969 – 2 september 1975)
  - Aartsbisschop Henri Lemaître (19 december 1975 – 16 november 1981)
  - Aartsbisschop Karl-Josef Rauber (18 december 1982 – 22 januari 1990)
  - Aartsbisschop Luis Robles Díaz (13 maart 1990 – 6 maart 1999)
- Apostolisch nuntius
  - Aartsbisschop Christophe Pierre (10 mei 1999 – 22 maart 2007)
  - Aartsbisschop Paul Tschang In-Nam (27 augustus 2007 – 4 augustus 2012)
  - Aartsbisschop Michael August Blume S.V.D. (2 februari 2013 - 4 juli 2018)
  - Aartsbisschop Luigi Bianco (4 februari 2019 – 20 mei 2025)
  - vacant (20 mei 2025 – heden)